# Вифората (Бузау)
Вифората (рум. Viforâta) насеље је у Румунији у округу Бузау у општини Берка. Oпштина се налази на надморској висини од 424 m.

## Становништво
Према подацима из 2002. године у насељу је живело 52 становника, од којих су сви румунске националности.